# 美章園駅
美章園駅（びしょうえんえき）は、大阪府大阪市阿倍野区美章園二丁目にある、西日本旅客鉄道（JR西日本）阪和線の駅である。駅番号はJR-R21。

## 概要
駅名は、大阪の財界人であり大阪商工会議所第8代会頭、大阪商船（現在の商船三井）や日本電力（現在は解散）の社長などを務めた山岡順太郎が、1921年（大正10年）に美章土地株式会社を設立し、住宅地「美章園」を建設するに加えて、美章園駅の建設費を寄付したことに由来する。「美章」の名は山岡順太郎の父・山岡美章から取られたものである。

## 歴史
- 1931年（昭和6年）

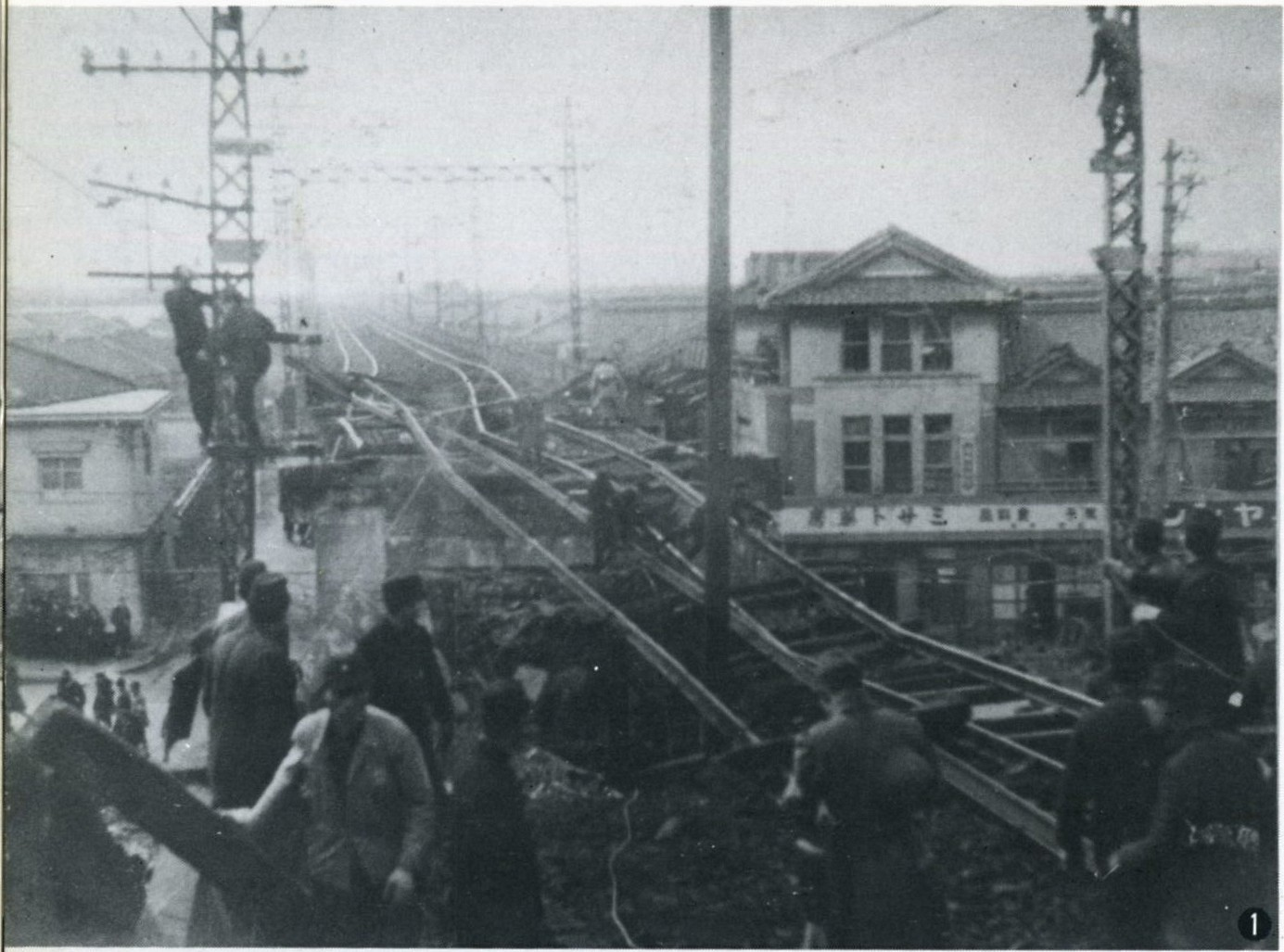
駅付近の高架線の被害

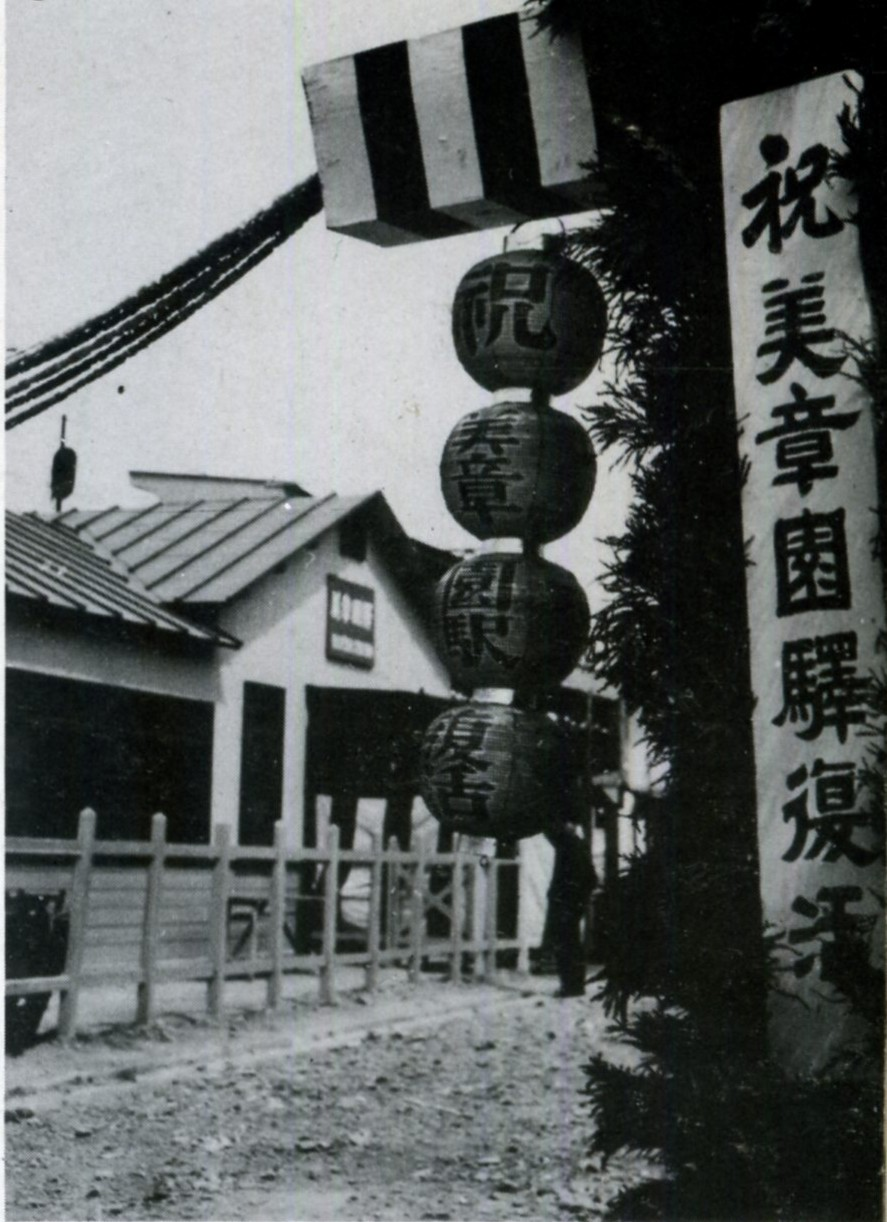
営業再開（1947年4月）

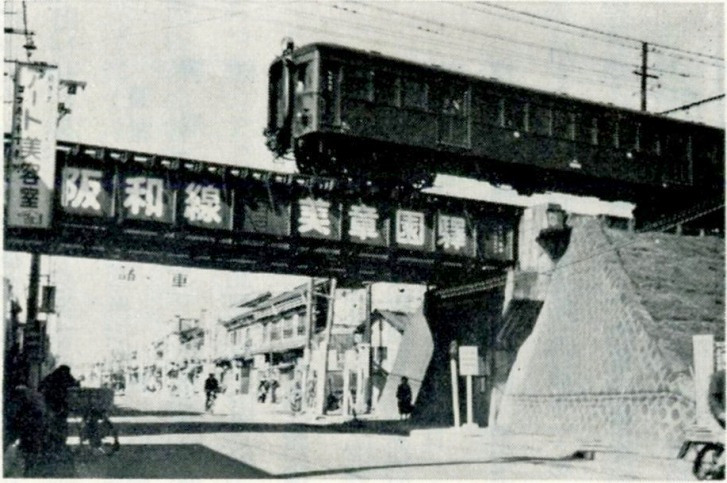
1956年（昭和31年）頃
(1956年発行『阿倍野区史』より)

  - 5月12日：阪和電気鉄道が阪和天王寺駅（現在の天王寺駅） - 南田辺駅間に駅新設届提出[6]。
  - 6月3日：美章園停留場として新設[6]。
- 1940年（昭和15年）12月1日：南海鉄道への吸収合併により、同鉄道山手線の停留場となる[7]。
- 1944年（昭和19年）5月1日：戦時買収により国有化され、運輸通信省（後の日本国有鉄道）阪和線所属となる[7]。同時に駅に昇格。
- 1945年（昭和20年）2月14日：空襲の被害を受け、営業休止。
- 1947年（昭和22年）4月15日：営業再開[8][9]。
- 1958年（昭和33年）：駅舎改築[8]。
- 1958年（昭和33年）5月13日：改良工事竣工[8]。
- 1966年（昭和41年）12月1日：荷物扱い廃止[10]。
- 1969年（昭和44年）8月：西口完成[11]。
- 1987年（昭和62年）4月1日：国鉄分割民営化により、西日本旅客鉄道（JR西日本）の駅となる[7]。
- 1993年（平成5年）7月1日：阪和線運行管理システム（初代）導入。
- 1998年（平成10年）4月21日：自動改札機を設置し、供用開始[12]。
- 2003年（平成15年）11月1日：ICカード「ICOCA」の利用が可能となる[13]。
- 2013年（平成25年）9月28日：阪和線運行管理システムを2代目のものに更新。
- 2015年（平成27年）
  - 3月8日：みどりの窓口の営業を終了。
  - 3月9日：みどりの券売機プラスが稼働。
- 2018年（平成30年）3月17日：駅ナンバリングが導入され、使用を開始する。
- 2022年（令和4年）3月2日：JR西日本交通サービスによる業務委託駅となる。

### 空襲による当駅付近の被害
1945年（昭和20年）2月14日午後8時過ぎ、アメリカ軍による空襲で、B29が阿倍野区内だけに3発の爆弾を投下した。そのうち1トン爆弾1発が当駅構内に落下し阪和線の鉄筋コンクリート橋脚を粉砕、付近の民家20件ほどを破壊し死傷者30余名を出した。運悪く東和歌山方面行きの電車が発車した直後でホームに多くの人がいたため、多くの死者が出た。1951年（昭和26年）8月24日、駅東側に当時の駅職員によって「遭難供養之碑」が建てられた。
この時に明浄高等女学校（現・明浄学院高校）裏にも爆弾が落下し、同校生も犠牲になった。近くの文の里公園に「慰霊塔」がある。それには大阪市最初の被爆地と書かれているが、実際には2月14日より前から大阪市内に空襲が行われている。
大阪市内で空襲慰霊碑のある駅としては、他に1945年8月14日の京橋駅空襲で被害を受けた京橋駅（大阪環状線・片町線）がある。

## 駅構造

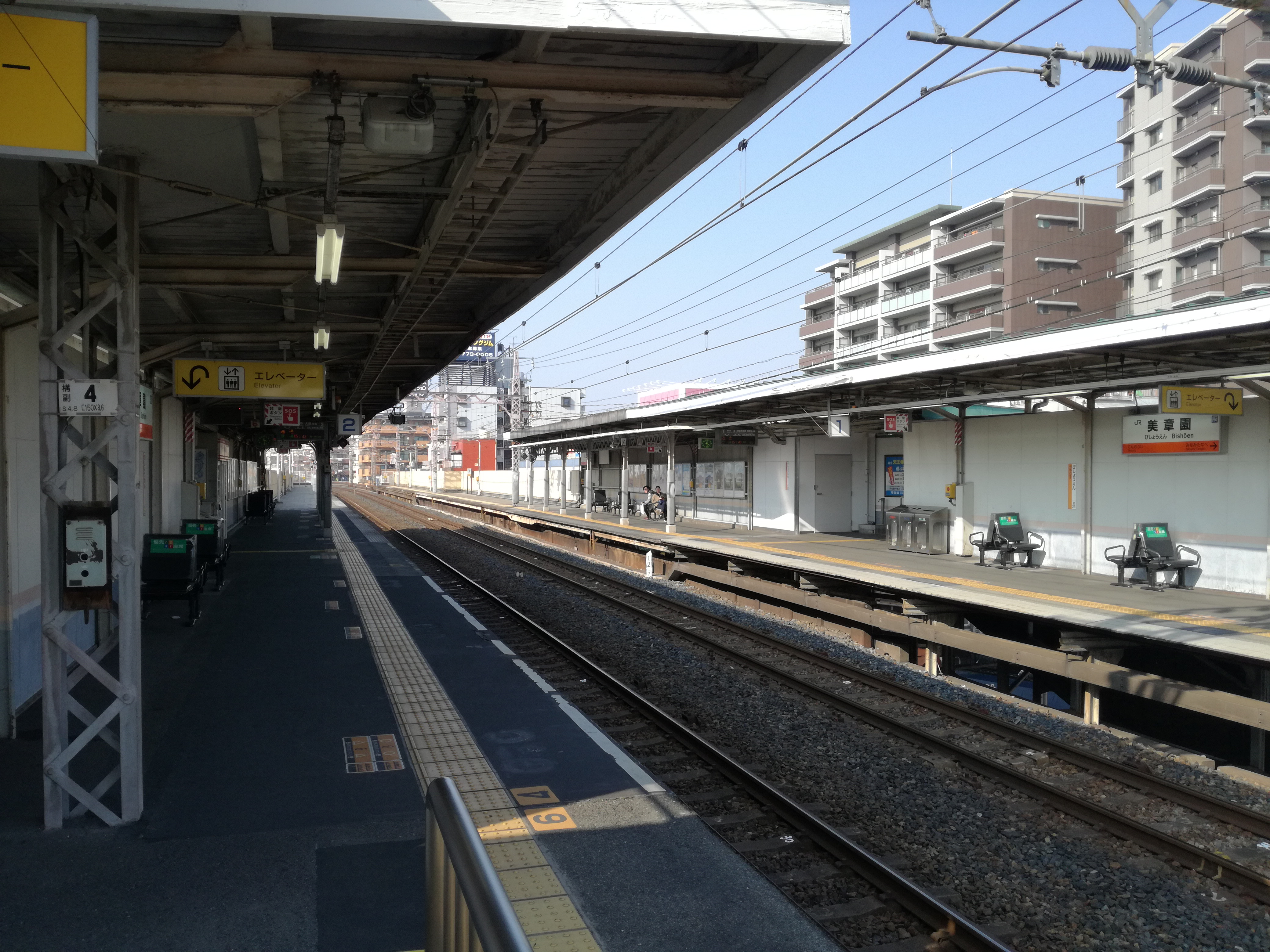
プラットホーム（2018年3月）

相対式ホーム2面2線を持つ高架駅。分岐器や絶対信号機がない停留所に分類される。
通常使用される改札口は東側のみだが、平日の朝ラッシュ時には西側の改札口も利用できる。2008年3月にエレベーターが整備され、歩道と改札口の段差にもスロープが設置されるなど、バリアフリー化が進んでいる。
業務委託駅で、JRの特定都区市内制度における「大阪市内」に属する駅である。ICカード「ICOCA」を利用することができる（相互利用可能ICカードはICOCAの項を参照）。

### のりば
| のりば | 路線   | 方向 | 行先                     |
| ------ | ------ | ---- | ------------------------ |
| 1      | 阪和線 | 下り | 鳳・関西空港・和歌山方面 |
| 2      | 阪和線 | 上り | 天王寺方面               |

- 2013年9月までは、「鳳方面行き」「天王寺行き」に行先が固定された簡易型自動放送だった。

## 利用状況
2023年（令和5年）度の一日平均乗車人員は4,859人である。付近に学校が多く、学生の利用者がかなりの部分を占める。
各年度の1日の平均乗車人員は以下の通りである。
| 年度               | 1日平均 乗車人員 | 出典          |
| ------------------ | ---------------- | ------------- |
| 1988年（昭和63年） | 7,295            | [ 大阪府 1 ]  |
| 1989年（平成元年） | 7,199            | [ 大阪府 1 ]  |
| 1990年（平成02年） | 7,045            | [ 大阪府 2 ]  |
| 1991年（平成03年） | 6,960            | [ 大阪府 3 ]  |
| 1992年（平成04年） | 6,753            | [ 大阪府 4 ]  |
| 1993年（平成05年） | 6,602            | [ 大阪府 5 ]  |
| 1994年（平成06年） | 6,371            | [ 大阪府 6 ]  |
| 1995年（平成07年） | 6,365            | [ 大阪府 7 ]  |
| 1996年（平成08年） | 6,423            | [ 大阪府 8 ]  |
| 1997年（平成09年） | 6,429            | [ 大阪府 9 ]  |
| 1998年（平成10年） | 6,336            | [ 大阪府 10 ] |
| 1999年（平成11年） | 6,163            | [ 大阪府 11 ] |
| 2000年（平成12年） | 6,032            | [ 大阪府 12 ] |
| 2001年（平成13年） | 5,684            | [ 大阪府 13 ] |
| 2002年（平成14年） | 5,293            | [ 大阪府 14 ] |
| 2003年（平成15年） | 5,225            | [ 大阪府 15 ] |
| 2004年（平成16年） | 5,065            | [ 大阪府 16 ] |
| 2005年（平成17年） | 4,830            | [ 大阪府 17 ] |
| 2006年（平成18年） | 4,842            | [ 大阪府 18 ] |
| 2007年（平成19年） | 4,762            | [ 大阪府 19 ] |
| 2008年（平成20年） | 4,773            | [ 大阪府 20 ] |
| 2009年（平成21年） | 4,804            | [ 大阪府 21 ] |
| 2010年（平成22年） | 4,784            | [ 大阪府 22 ] |
| 2011年（平成23年） | 4,824            | [ 大阪府 23 ] |
| 2012年（平成24年） | 4,842            | [ 大阪府 24 ] |
| 2013年（平成25年） | 5,145            | [ 大阪府 25 ] |
| 2014年（平成26年） | 5,227            | [ 大阪府 26 ] |
| 2015年（平成27年） | 5,362            | [ 大阪府 27 ] |
| 2016年（平成28年） | 5,365            | [ 大阪府 28 ] |
| 2017年（平成29年） | 5,290            | [ 大阪府 29 ] |
| 2018年（平成30年） | 5,271            | [ 大阪府 30 ] |
| 2019年（令和元年） | 5,265            | [ 大阪府 31 ] |
| 2020年（令和02年） | 4,511            | [ 大阪府 32 ] |
| 2021年（令和03年） | 4,677            | [ 大阪府 33 ] |
| 2022年（令和04年） | 4,864            | [ 大阪府 34 ] |
| 2023年（令和05年） | 4,859            | [ 大阪府 35 ] |

## 駅周辺
駅の東側は古くからの商店や住宅が所狭しと軒を連ねている。阪和線の高架下には商店が軒を連ねている。周辺道路は交通量が多い上に歩道が狭い。

### 学校
- 大阪芸術大学附属大阪美術専門学校
- 大阪府立天王寺高等学校
- 大阪市立工芸高等学校
- 大阪市立第二工芸高等学校
- 大阪市立デザイン教育研究所
- 明浄学院高等学校
- あべの翔学高等学校（旧・大阪女子高等学校）
- 中央学園高等専修学校（旧・中央学園専門学校）
- 中央ITビジネス専門学校（旧・中央テクニカルカレッジ専門学校）
- 大阪市立文の里中学校

### その他
- 阿倍野区役所
- ハローワーク阿倍野（文の里庁舎）
- 日本郵便 阿倍野美章園郵便局
- 日本郵便 東住吉桑津郵便局
- 三井住友銀行 美章園支店
- 徳島大正銀行 美章園支店
- スーパーサンコー 美章園店
- 河堀口駅（近鉄南大阪線）
- 美章園温泉（登録有形文化財、2008年解体）

### バス路線
「美章園」停留所にて、大阪シティバスの路線が発着する。
- 6号系統：住道矢田/あべの橋

1990年代まで近鉄バスの、あべの橋と志紀車庫・国分方面を結ぶ路線が停車していた。

## 隣の駅
西日本旅客鉄道（JR西日本）
 阪和線
■関空快速・■紀州路快速・■快速・■直通快速・■区間快速
通過
■普通
天王寺駅 (JR-R20) - 美章園駅 (JR-R21) - 南田辺駅 (JR-R22)

### 記事本文

### 利用状況
1. ↑  大阪府統計年鑑 - 大阪府
2. ↑  大阪市統計書 - 大阪市

#### 大阪府統計年鑑
1. 1 2  大阪府統計年鑑（平成2年） (PDF)
2. ↑  大阪府統計年鑑（平成3年） (PDF)
3. ↑  大阪府統計年鑑（平成4年） (PDF)
4. ↑  大阪府統計年鑑（平成5年） (PDF)
5. ↑  大阪府統計年鑑（平成6年） (PDF)
6. ↑  大阪府統計年鑑（平成7年） (PDF)
7. ↑  大阪府統計年鑑（平成8年） (PDF)
8. ↑  大阪府統計年鑑（平成9年） (PDF)
9. ↑  大阪府統計年鑑（平成10年） (PDF)
10. ↑  大阪府統計年鑑（平成11年） (PDF)
11. ↑  大阪府統計年鑑（平成12年） (PDF)
12. ↑  大阪府統計年鑑（平成13年） (PDF)
13. ↑  大阪府統計年鑑（平成14年） (PDF)
14. ↑  大阪府統計年鑑（平成15年） (PDF)
15. ↑  大阪府統計年鑑（平成16年） (PDF)
16. ↑  大阪府統計年鑑（平成17年） (PDF)
17. ↑  大阪府統計年鑑（平成18年） (PDF)
18. ↑  大阪府統計年鑑（平成19年） (PDF)
19. ↑  大阪府統計年鑑（平成20年） (PDF)
20. ↑  大阪府統計年鑑（平成21年） (PDF)
21. ↑  大阪府統計年鑑（平成22年） (PDF)
22. ↑  大阪府統計年鑑（平成23年） (PDF)
23. ↑  大阪府統計年鑑（平成24年） (PDF)
24. ↑  大阪府統計年鑑（平成25年） (PDF)
25. ↑  大阪府統計年鑑（平成26年） (PDF)
26. ↑  大阪府統計年鑑（平成27年） (PDF)
27. ↑  大阪府統計年鑑（平成28年） (PDF)
28. ↑  大阪府統計年鑑（平成29年） (PDF)
29. ↑  大阪府統計年鑑（平成30年） (PDF)
30. ↑  大阪府統計年鑑（令和元年） (PDF)
31. ↑  大阪府統計年鑑（令和2年） (PDF)
32. ↑  大阪府統計年鑑（令和3年） (PDF)
33. ↑  大阪府統計年鑑（令和4年） (PDF)
34. ↑  大阪府統計年鑑（令和5年） (PDF)
35. ↑  大阪府統計年鑑（令和6年） (PDF)